# Матте (фамилия)
Ма́тте — фамилия немецкого происхождения.

## Происхождение
Фамилия Матте происходит от имени Маттиас (Matthias), которое является немецкой формой библейского имени Матфей (Matthew). Имя Маттей (или Маттиас) было довольно распространено в средневековой Европе, особенно в Германии, и со временем стало основой для различных фамилий, включая Матте. Эта фамилия может иметь несколько вариантов написания, таких как Matthe, Matté, Matthey и другие, но все они связаны с тем же корнем – именем Маттей/Маттиас. Таким образом, фамилия Матте является одной из немецких фамилий с глубокими историческими корнями, восходящими к раннему христианству и распространению этого имени в немецкоязычных регионах Европы.

## Топонимы
Топонимы, связанные с фамилией Матте, встречаются достаточно редко, так как эта фамилия не является очень распространенной. Тем не менее, существуют несколько мест, названия которых могут быть связаны с этой фамилией. Вот некоторые примеры:
- Mattessee  – озеро в Германии. Озеро Маттезее находится в федеральной земле Бавария, недалеко от города Обераммергау. Название озера, вероятно, произошло от фамилии Матте или одного из ее вариантов. Это живописное место привлекает туристов своими красивыми пейзажами и возможностью для отдыха на природе.
- Schloss Mattenhof – замок в Швейцарии. Замок Маттенхоф расположен в кантоне Берн, Швейцария. Хотя название замка может быть связано с фамилией Матте, оно также может происходить от слова "matten", что означает "луг" или "поляна". Замок был построен в XVI веке и является важным историческим памятником региона. *Mattenhofen – деревня в Австрии. Деревня Маттендорф находится в округе Гмунден, Австрия. Название деревни также может быть связано с фамилией Матте, хотя точная этимология неизвестна. Это небольшое поселение, расположенное в живописных предгорьях Альп.
- Mattestraße – улица в ГерманииУлица Маттештрассе находится в городе Мюнхен, Германия. Улицы с таким названием также могут встречаться в других городах Германии. Возможно, эти улицы названы в честь кого-то из членов семьи Матте, живших в этом районе.

Хотя топонимы от фамилии Матте встречаются нечасто, они все же существуют и свидетельствуют о том, что эта фамилия оставила свой след в географических названиях различных регионов.

## Известные носители
- Пауль Матте (1854–1922), немецкий рыболов и торговец редкой декоративной рыбой